# João Lucas (futebolista)
João Lucas de Almeida Carvalho (Belo Horizonte, 9 de março de 1998) é um futebolista brasileiro que atua como lateral-direito. Atualmente joga no Grêmio.

## Carreira

### Vila Nova e Goiás
João começou a carreira nos campos de várzea de Belo Horizonte, quando chamou a atenção do Vila Nova, onde chegou em 2015. Depois, atuou de 2016 à 2018 no Goiás, quando se transferiu para o Bangu, no início de 2019.

### Bangu
Em sua única e curta passagem pelo Bangu, com apenas oito jogos, se destacou no Campeonato Carioca 2019, logo despertando o interesse do Flamengo.

### Flamengo

#### 2019
Foi anunciado pelo Flamengo no dia 9 de maio, chegando para ser reserva direto de Rafinha, já que Pará e Rodinei vinham sendo criticados pela torcida. João Lucas assinou contrato com o clube até o final de 2021, com 60% dos direitos econômicos comprados pelo Flamengo. Realizou sua estreia no dia 12 de junho, numa vitória por 2–0 diante do CSA, válida pela 9.ª rodada do Campeonato Brasileiro. Na ocasião, o jogador atuou por apenas quatro minutos.

#### 2020
Marcou seu primeiro gol pelo Rubro-Negro no dia 25 de janeiro, numa vitória por 3–2 diante do Volta Redonda, válida pela 3ª rodada do Campeonato Carioca. Além de primeiro pelo Flamengo, esse também foi o seu primeiro gol como profissional.

### Cuiabá

#### 2021
No dia 3 de maio, foi confirmado seu empréstimo ao Cuiabá até o final da temporada, não envolvendo opção de compra, além de em caso de venda do Flamengo durante o empréstimo, 10% do valor ficaria para o clube mato-grossense. Em 5 de maio, foi anunciado e apresentado no novo clube.
Fez sua estreia pelo Cuiabá no dia 31 de maio, no empate de 2–2 contra o Juventude, na 1.a rodada do Campeonato Brasileiro e no 1.º jogo da história do clube cuiabano na Série A.
Em 18 de julho, teve uma atuação de destaque na vitória de 3–2 sobre a Chapecoense ao dar assistências para o 2.º e 3.º gol do Cuiabá, feitos por Felipe Santana e Elton, respectivamente. Após fazer boa temporada pelo Dourado, atuando em 34 dos 38 jogos do clube no Campeonato Brasileiro e ter concedido duas assistências, foi comprado em definitivo pelo Cuiabá. Deixou o clube carioca com 19 partidas e um gol feito.

#### 2022
Marcou seu primeiro gol pelo Cuiabá no dia 3 de fevereiro, na vitória por 3–2 sobre Nova Mutum, em jogo da quarta rodada do Campeonato Mato-Grossense. Em 23 de fevereiro, deu uma assistência para Rodriguinho fazer o segundo gol do clube mato-grossense na vitória de 2–0 sobre o ASA, na primeira fase da Copa do Brasil.
João Lucas deixou o Cuiabá com 84 jogos pelo clube e um gol marcado.

### Santos
Em 8 de dezembro de 2022, o Santos encaminhou a contratação de João Lucas. Atuou em 30 partidas pelo peixe, antes de ser emprestado ao Juventude.

### Juventude
Em 17 de janeiro de 2024, o Juventude anunciou João Lucas como novo reforço por empréstimo até o final do ano. Logo em sua segunda partida pelo Jaconero marcou seu primeiro gol na goleada por 4–0, fazendo o terceiro gol da partida.
João Lucas fez uma temporada de destaque no Juventude. Pelo time Jaconero disputou 49 jogos, marcou dois gols e distribuiu sete assistências.

### Grêmio
Em 7 de janeiro de 2025, João Lucas foi anunciado como reforço do Grêmio. O lateral assinou com o time gaúcho um contrato válido por três temporadas. No negócio, o Grêmio pagará ao Santos aproximadamente 2 milhões de euros (R$ 12,7 milhões na cotação da época).

## Estatísticas
Atualizadas até 13 de agosto de 2023

### Clubes
| Equipe            | Temporada         | Campeonato nacional | Campeonato nacional | Campeonato nacional | Copa nacional[a] | Copa nacional[a] | Copa nacional[a] | Competições continentais[b] | Competições continentais[b] | Competições continentais[b] | Outros torneios[c] | Outros torneios[c] | Outros torneios[c] | Total | Total | Total   |
| Equipe            | Temporada         | Jogos               | Gols                | Assist.             | Jogos            | Gols             | Assist.          | Jogos                       | Gols                        | Assist.                     | Jogos              | Gols               | Assist.            | Jogos | Gols  | Assist. |
| ----------------- | ----------------- | ------------------- | ------------------- | ------------------- | ---------------- | ---------------- | ---------------- | --------------------------- | --------------------------- | --------------------------- | ------------------ | ------------------ | ------------------ | ----- | ----- | ------- |
| Bangu             | 2019              | —                   | —                   | —                   | —                | —                | —                | —                           | —                           | —                           | 8                  | 1                  | 0                  | 8     | 0     | 0       |
| Bangu             | Total             | 0                   | 0                   | 0                   | 0                | 0                | 0                | 0                           | 0                           | 0                           | 8                  | 0                  | 0                  | 8     | 0     | 0       |
| Flamengo          | 2019              | 6                   | 0                   | 0                   | 0                | 0                | 0                | 0                           | 0                           | 0                           | —                  | —                  | —                  | 6     | 0     | 0       |
| Flamengo          | 2020              | 5                   | 0                   | 0                   | 0                | 0                | 0                | 1                           | 0                           | 0                           | 5                  | 1                  | 0                  | 11    | 1     | 0       |
| Flamengo          | 2021              | 0                   | 0                   | 0                   | 0                | 0                | 0                | 0                           | 0                           | 0                           | 2                  | 0                  | 0                  | 2     | 0     | 0       |
| Flamengo          | Total             | 11                  | 0                   | 0                   | 0                | 0                | 0                | 1                           | 0                           | 0                           | 7                  | 1                  | 0                  | 19    | 1     | 0       |
| Cuiabá            | 2021              | 34                  | 0                   | 2                   | —                | —                | —                | —                           | —                           | —                           | —                  | —                  | —                  | 34    | 0     | 2       |
| Cuiabá            | 2022              | 31                  | 0                   | 0                   | 4                | 0                | 1                | 4                           | 0                           | 0                           | 11                 | 1                  | 1                  | 50    | 1     | 2       |
| Cuiabá            | Total             | 65                  | 0                   | 2                   | 4                | 0                | 1                | 4                           | 0                           | 0                           | 11                 | 1                  | 1                  | 84    | 1     | 4       |
| Santos            | 2023              | 10                  | 0                   | 1                   | 2                | 0                | 0                | 1                           | 0                           | 0                           | 12                 | 0                  | 0                  | 25    | 0     | 1       |
| Santos            | Total             | 10                  | 0                   | 1                   | 2                | 0                | 0                | 1                           | 0                           | 0                           | 12                 | 0                  | 0                  | 25    | 0     | 1       |
| Total na carreira | Total na carreira | 86                  | 0                   | 3                   | 6                | 0                | 1                | 6                           | 0                           | 0                           | 38                 | 2                  | 1                  | 136   | 2     | 5       |

- a. ^ Jogos da Copa do Brasil
- b. ^ Jogos da Copa Libertadores da América e Recopa Sul-Americana
- c. ^ Jogos do Campeonato Carioca, Supercopa do Brasil, Campeonato Mato-Grossense, Campeonato Gaúcho

## Títulos
Flamengo
- Copa Libertadores da América: 2019[23]
- Campeonato Brasileiro: 2019 e 2020
- Supercopa do Brasil: 2020 e 2021
- Recopa Sul-Americana: 2020
- Taça Guanabara: 2020 e 2021
- Campeonato Carioca: 2020

Cuiabá
- Campeonato Mato-Grossense: 2022

Grêmio
- Recopa Gaúcha: 2025